# Autoroute AP-2 (Espagne)
Pour les articles homonymes, voir Autoroute du Nord-Est.
L'autoroute du Nord-Est AP-2 appelée aussi Autopista del Nordeste est une autoroute espagnole qui prolonge l'autoroute gratuite (autovía) A-2  entre Alfajarín (Aragon) et Banyeres del Penedès (Catalogne).
Elle permet entre autres de relier Barcelone (2e ville du pays) et Saragosse (5e ville du pays)
Elle double l'autovía A-2 entre Barcelone et Lérida pour donner une alternative à l'automobiliste, car cette voie express est surchargée de camions étant donné les échanges importants entre ces deux grandes villes. De ce fait c'est une autoroute au trafic relativement faible. Elle se rapproche plus de Tarragone et de ses principales villes intérieures, Valls et Montblanc.
Elle a une longueur de 215 km.

## Historique
L'autoroute a été construite entre 1969 et 1977 et constitue un corridor important de circulation reliant tant Madrid que le Pays basque à la Catalogne. Elle porte alors la dénomination d'A-2.
La concession, détenue par ACESA (Autopistas, Concesionaria Española, Sociedad Anónima), filiale d'Abertis, prend fin et l'autoroute retourne dans le giron de l'État le 31 août 2021, devenant donc gratuite sur l'intégralité de son parcours par la même occasion.

## Tracé
- L'autoroute AP-2 commence son parcours en se déconnectant de l'AP-7 à El Vendrell en direction de l'ouest vers Lérida.
- L'AP-2 va croiser l'A-27 à hauteur de Montblanc lorsque celle-ci sera construite. Cette autoroute permettra de relier Lérida à Tarragone directement par autoroute.
- 50 km plus loin, l'AP-2 arrive dans la ville de Lérida qu'elle contourne par le sud d'où se déconnecte la LL-12, la voie rapide urbaine qui permet d'accéder à Lérida par le sud depuis l'AP-2.
- Après le passage de Lérida, peu avant Fraga, l'A-2 l'autoroute gratuite doublée par l'AP-2 vient se connecter à cette dernière.
- L'AP-2 continue son chemin vers l'intérieur pour laisser place peu avant Saragosse à hauteur de Alfajarin à l'A-2 et qui donc redevient gratuite.

Il est également à noter qu'à l'origine, l'autoroute était prolongée directement vers Barcelone par un long tronc commun de 50 km en numérotation partagée avec l'AP-7 entre Banyeres del Penedès et Castellbisbal. L'AP-2 se poursuivait ensuite sur 4 km jusqu'à Molins de Rei avant de laisser sa place à l'autoroute urbaine B-23 qui assurait ensuite l'entrée dans l'agglomération de Barcelone. Au cours des années 2010, ce tronc commun a été supprimé, faisant terminer l'AP-2 directement sur l'échangeur avec l'AP-7 à Banyeres del Penedès. Le tronçon de 4 km au nord-ouest de Barcelone a été quant à lui intégré à la B-23.

## Trafic
L'autoroute absorbe environ 13 000 véhicules par jour dans la section catalane entre Barcelone et Lérida et 16 000 de Lérida à Saragosse.

## Sorties
| Sorties                           | Villes                             |             |
| --------------------------------- | ---------------------------------- | ----------- |
|                                   | Autovia du Nord-Est Saragosse Z-40 | A-2         |
| 01                                | Alfajarin                          | N-II        |
| Péage de Pina de Ebro             |                                    |             |
| 02                                | Pina de Ebro                       | N-II        |
| Aire de service de Pina de Ebro   |                                    |             |
| 03                                | Bujaraloz                          | A-230       |
| Aire de service de Los Monegros   |                                    |             |
| 04                                | Fraga                              | A-2 , N-211 |
| Aire de service de Fraga          |                                    |             |
|                                   | Alcarrà                            | A-2         |
|                                   | Lérida                             | LL-12       |
| Aire de service de Lérida         |                                    |             |
| 07                                | Le Borges Blanques                 | N-240       |
| Aire de service de Les Guarrigues |                                    |             |
| 08                                | l'Albi, Vinaixa                    |             |
| 09                                | Montblanc                          | N-240       |
| Aire de service de Montblanc      |                                    |             |
|                                   | Tarragone - Salou                  | A-27        |
| 10                                | Valls Nord                         |             |
| 11                                | Valls Est                          |             |
| Aire de service de Alt Camp       |                                    |             |
| 12                                | La Bisbal del Penedès              |             |
|                                   | Barcelone - Valence                | AP-7        |